# Craig (Nebraska)
Craig è un comune degli Stati Uniti d'America, situato nello Stato del Nebraska, nella Contea di Burt.